# Karl Eugen Dühring
Karl Eugen Dühring (Berlín; 12 de enero de 1833-Berlín; 21 de septiembre de 1921) fue un profesor de mecánica, abogado, filósofo y economista alemán. 
Fue abogado de profesión hasta 1859 cuando una enfermedad de la vista le impidió seguir y desde entonces comenzó a dictar clases de filosofía en la Universidad de Berlín donde desarrolló un sistema que intentaba fusionar el positivismo de Comte con el materialismo ateo de Feuerbach. En él se afianza la bondad natural del hombre como lo hizo Fourier, lo que en última instancia debería suponer la superación de la contradicción entre individuo y sociedad. Sus pensamientos socioeconómicos, en cambio, no promovían la supresión del capitalismo, sino sólo la eliminación de sus excesos mediante un consolidado movimiento obrero. Sus principales obras son: "Naturaleza de la dialéctica" (1865); "Historia crítica de la economía política y el socialismo" (1871) y "Curso de economía política y social" (1873).
Destacó, además, por sus ideas antisemitas caracterizándose por ser uno de los primeros proponentes del antisemitismo racial. Defendió la idea de que la denominada “Cuestión Judía” de resolvía mediante el exterminio y asesinato de judíos, según consigna en su libro homónimo escrito en (1880). 
El materialista dialéctico Friedrich Engels escribe entre 1877 y 1878, La subversión de la ciencia por el señor Eugen Dühring, más conocido como Anti-Dühring, en el que analiza a dicho autor, abordando la filosofía, la sociología y las ciencias naturales, exponiendo el marxismo.
- Datos: Q76583